# Novotníky
Novotníky jsou malá vesnice, část obce Prádlo v okrese Plzeň-jih v Plzeňském kraji. Nachází se asi jeden kilometr jižně od Prádla. Prochází zde silnice II/230. Je zde evidováno 39 adres. V roce 2011 zde trvale žilo 116 obyvatel.
Novotníky jsou také název katastrálního území o rozloze 2,17 km².

## Historie
První písemná zmínka o vesnici pochází z roku 1558.

## Obyvatelstvo
| Rok            | 1869 | 1880 | 1890 | 1900 | 1910 | 1921 | 1930 | 1950 | 1961 | 1970 | 1980 | 1991 | 2001 | 2011 | 2021 |
| -------------- | ---- | ---- | ---- | ---- | ---- | ---- | ---- | ---- | ---- | ---- | ---- | ---- | ---- | ---- | ---- |
| Počet obyvatel | 193  | 205  | 186  | 177  | 174  | 162  | 183  | 107  | 113  | 100  | 80   | 59   | 44   | 116  | 40   |
| Počet domů     | 25   | 29   | 30   | 29   | 32   | 33   | 33   | 37   | 31   | 28   | 24   | 29   | 30   | 30   | 31   |

## Obecní správa
Při sčítání lidu v letech 1850–1963 Novotníky byly samostatnou obcí, se kterým patřily nejprve do okresu Přeštice, ale v roce 1950 v okrese Blovice. Od roku 1964 jsou částí obce Prádlo v okrese Plzeň-jih.